# Dammbach
Dammbach er en kommune i Landkreis Aschaffenburg i det bayerske Regierungsbezirk Unterfranken i Tyskland. Den er en del af Verwaltungsgemeinschaft Mespelbrunn med sæde i Heimbuchenthal.

## Geografi
Kommunen ligger på den vestlige kant af bjergkæden Spessart. Dammbach for sine små begyggelser som Schnorrhof, Hundsrück, Heppe eller Oberwintersbach.

## Historie
1991 fejrede kommunen sit 750-års jubilæum med festen „750 Jahre Dörfer im Dammbachtal“ , og udgivelsen af en hjemstavnsbog  „Dammbach 1241-1991“.
Kommunen blev dannet i sin nuværende form i 1976 i forbindelse med en kommunalreform i Bayern, af de indtil da selvstændige kommuner Wintersbach og Krausenbach.
Da begge bydele ligger i Dammbachtal var det nærliggende at vælge navnet Dammbach.